# Historismus (umění)

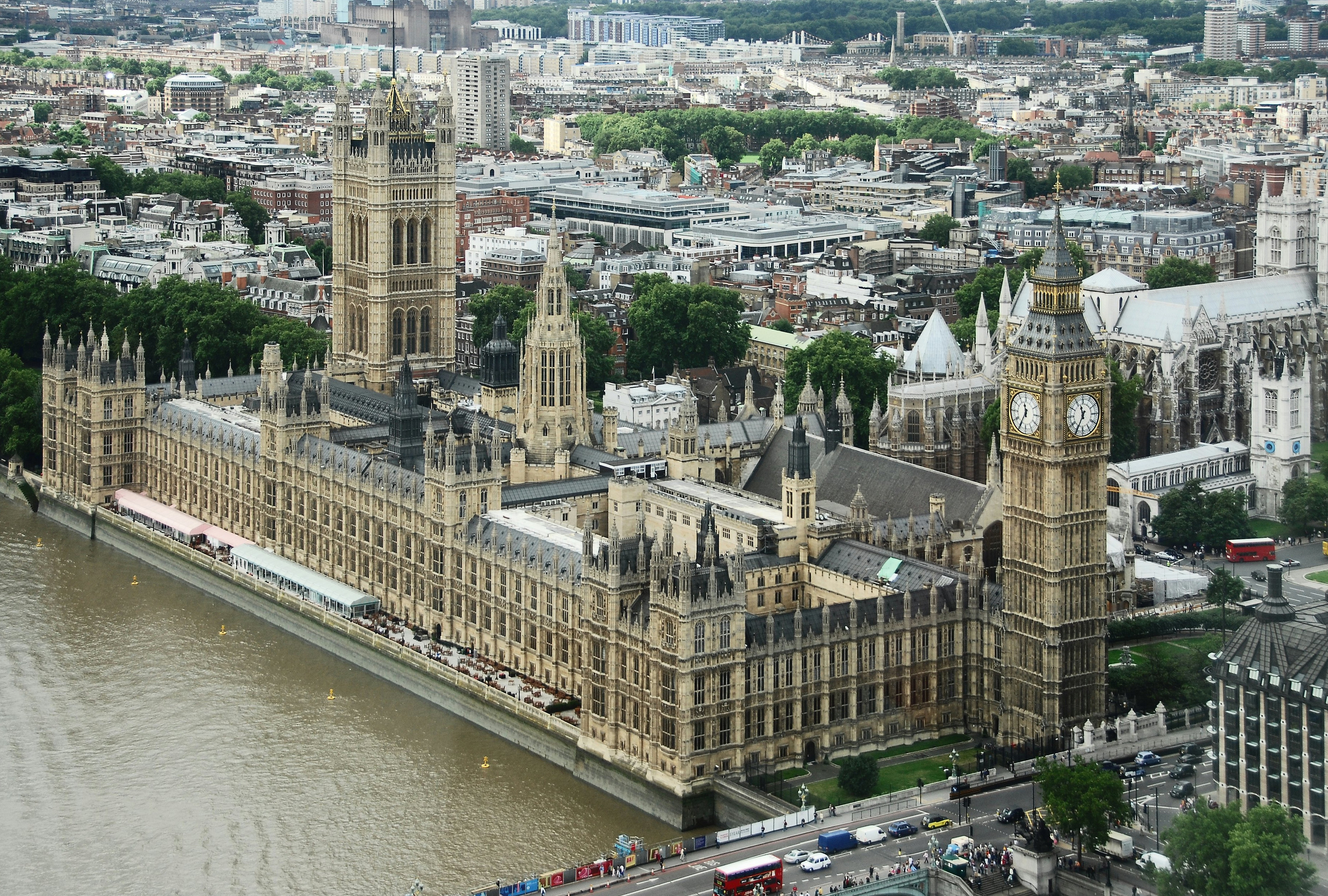
Westminsterský palác, historizující stavba britského parlamentu

Historismus je architektonický (šířeji umělecký) směr 19. století. Název „historismus“ označuje specifikum slohu, jenž se vyznačuje návratem k minulým – historickým stylům: románskému slohu, gotice, renesanci, baroku a klasicismu. Pojetí historických slohů je však nové, historismus se jimi inspiruje, využívá však nových technických inovací, nových materiálů a velmi často mísí jednotlivé styly navzájem, čímž se utváří sloh zcela nový. Dle způsobu užití tvarosloví historických slohů rozlišujeme tři základní fáze historismu.

## Romantický historismus

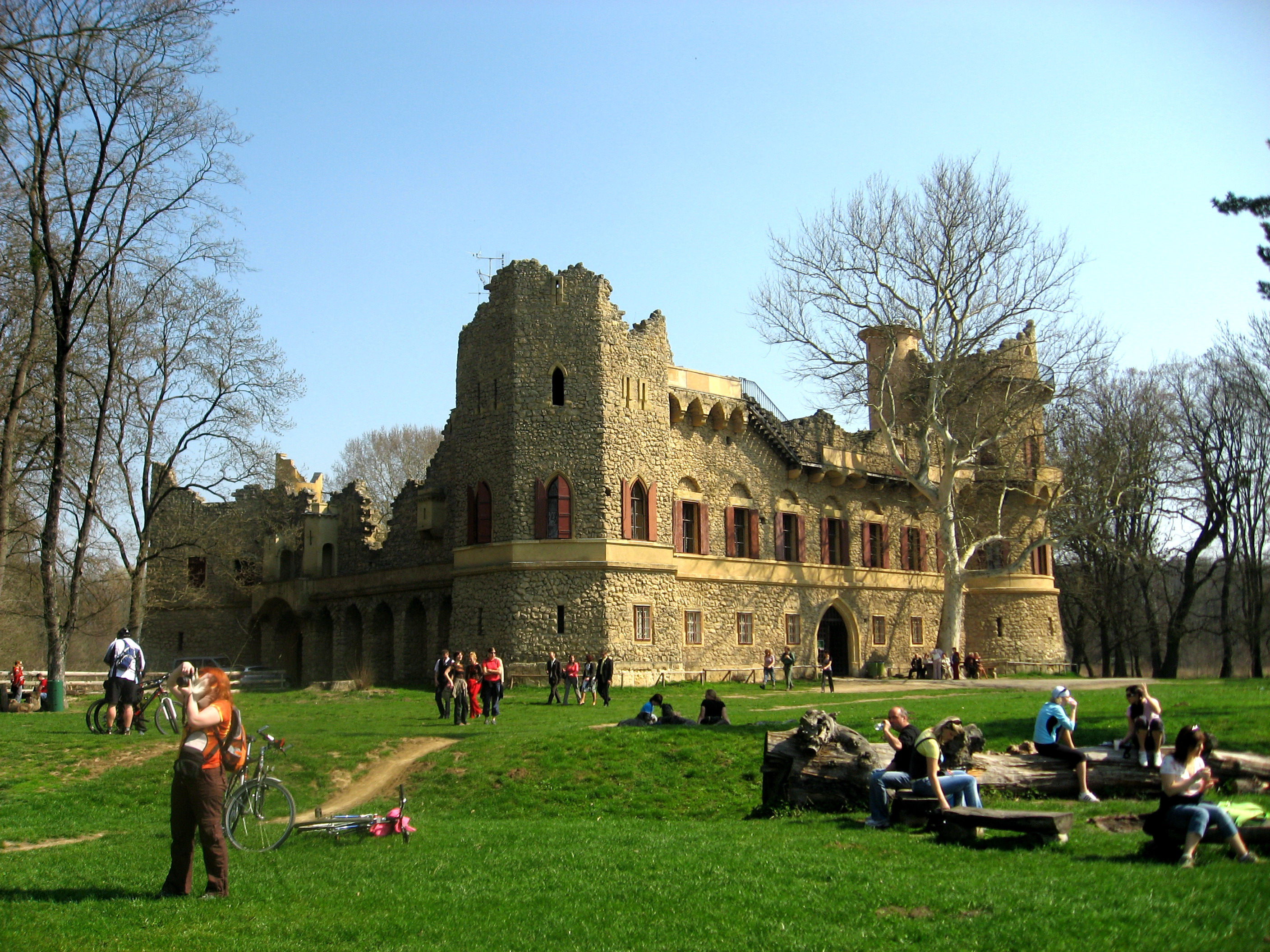
Janův hrad (Lednice), umělá zřícenina

Období 1. poloviny 19. století ovlivněné myšlenkami romantismu. Romantická architektura vedle exotických motivů hledala inspiraci zejména ve středověku, což je patrné například u drobné architektury zámeckých parků jako jsou umělé zříceniny. Motivy opuštěných zřícenin v krajině byl také oblíbený námět romantických malířů.

## Přísný historismus

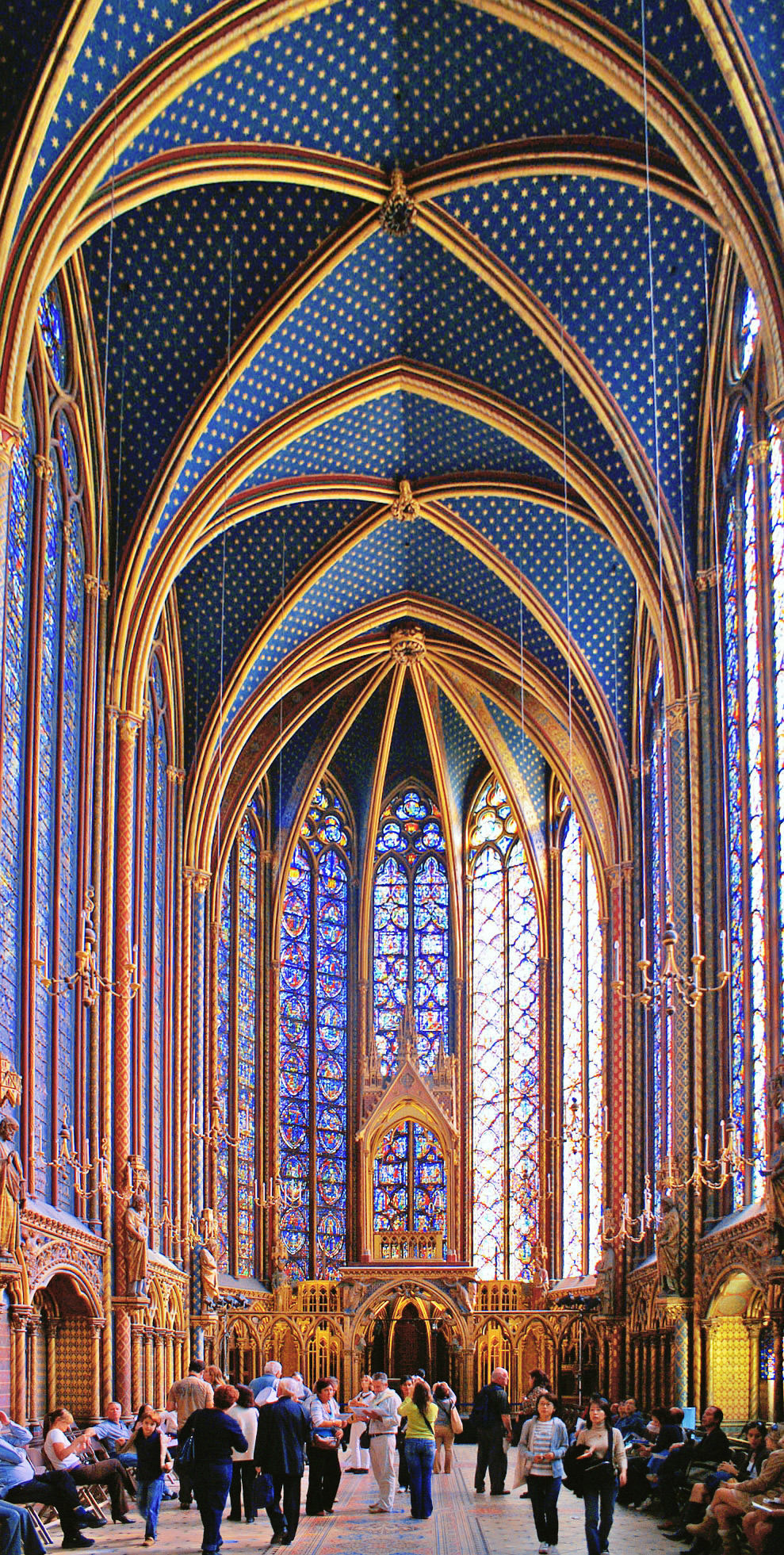
Pařížská Sainte Chapelle rekonstruovaná do gotické podoby Viollet-le-Dukem.

V souvislosti s rozvojem vědeckého bádání dochází k hlubšímu poznání zákonitostí jednotlivých historických slohů a odlišení jednotlivých jejich fází. V druhé polovině 19. století proto již nejde jen o napodobování vnějších prvků jako byl lomený oblouk, ale o snahu tvořit v duchu čistého slohu, zejména v jeho vrcholné podobě. Díla ve stylu jednotlivých historických slohů se řadí do samostatných uměleckých proudů:
- Novorománský sloh
- Novogotika
- Novorenesance
- Novobyzantský sloh

Toto rozdělení platí zejména pro architekturu a související umělecké řemeslo. V sochařství se souběžně uplatňoval vliv klasicismu, malířství se do historie obracelo svými tématy a snahou vystihnout dobové kulisy dle tehdejších znalostí historie.
K této fázi patří i puristické rekonstrukce a dostavby historických památek. K předním osobnostem patřil francouzský Eugène Viollet-le-Duc a český Josef Mocker, k významným realizacím dostavba katedrály v Kolíně nad Rýnem a katedrály svatého Víta v Praze.

## Pozdní historismus

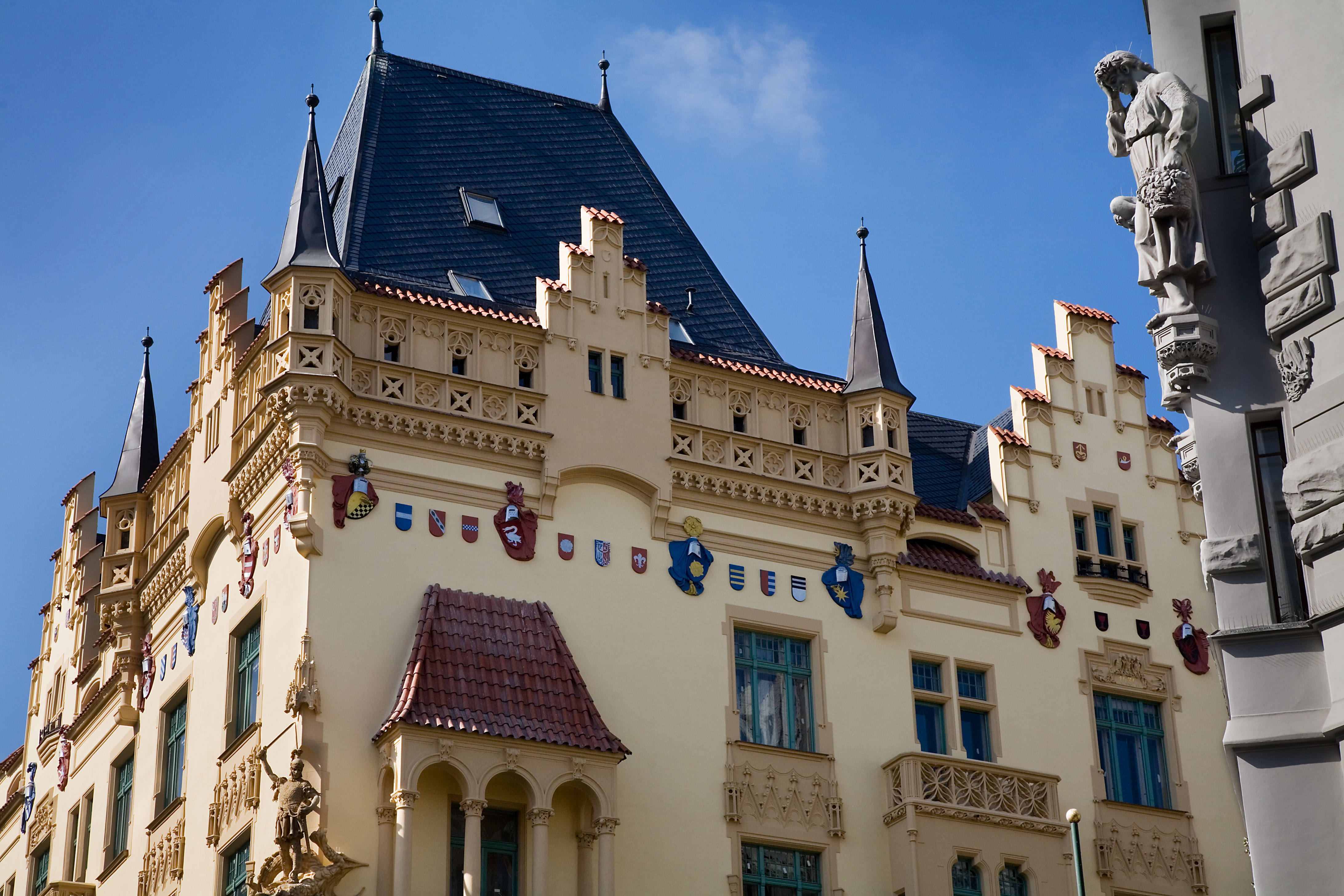
Historický eklektismus domu v pražské Pařížské ulici

Pro architekturu pozdního historismu je charakteristické uvolnění slohových norem a kombinování prvků různých historizujících slohů, které se nazývá eklekticismus a částečně se již prolíná se secesí.